# Крещение Польши (картина)
«Крещение Польши» (пол. Zaprowadzenie chrześcijaństwa R.P. 965) — картина польского художника Яна Матейко на исторический сюжет, созданная в 1889 году. Первая часть цикла «История цивилизации в Польше». Хранится в Национальном музее в Варшаве.

## Описание и судьба картины
На картине изображено крещение полян, которое художник связывает с прибытием в Великопольшу чешской княжны Дубравки — невесты польского князя Мешко I. Последний стоит у креста, опершись на него рукой. Дубравка изображена в левой части картины: это девочка со свечой. У котла с водой проходит процедуру крещения брат Мешко Сцибор.